# Amin Boudri
Amin Boudri (29 settembre 2004) è un calciatore svedese, centrocampista del GAIS.

## Carriera

### Club
Ha mosso i primi passi nel settore giovanile dell'AIK, prima di trasferirsi al Venezia nel 2020, dove è stato assegnato alla formazione Primavera a partire dal 2021. Il 7 agosto 2022 ha fatto il suo esordio in prima squadra sostituendo Bjarki Bjarkason al 64' dell'incontro di Coppa Italia perso 3-2 contro l'Ascoli.
Il 19 gennaio 2024 ha fatto ritorno in Svezia a titolo definitivo al GAIS.

### Nazionale
Ha giocato nelle nazionali giovanili svedesi Under-19 ed Under-21.

## Statistiche

### Presenze e reti nei club
Statistiche aggiornate al 17 aprile 2025.
| Stagione        | Squadra         | Campionato      | Campionato | Campionato | Coppe nazionali | Coppe nazionali | Coppe nazionali | Coppe continentali | Coppe continentali | Coppe continentali | Altre coppe | Altre coppe | Altre coppe | Totale | Totale | Totale |
| Stagione        | Squadra         | Comp            | Pres       | Reti       | Comp            | Pres            | Reti            | Comp               | Pres               | Reti               | Comp        | Pres        | Reti        | Pres   | Reti   |        |
| --------------- | --------------- | --------------- | ---------- | ---------- | --------------- | --------------- | --------------- | ------------------ | ------------------ | ------------------ | ----------- | ----------- | ----------- | ------ | ------ | ------ |
| 2023-feb. 2024  | Venezia         | B               | 0          | 0          | CI              | 1               | 0               | -                  | -                  | -                  | -           | -           | -           | 1      | 0      |        |
| 2024            | GAIS            | A               | 22         | 2          | CS+CS           | 3+1             | 0               | -                  | -                  | -                  | -           | -           | -           | 26     | 2      |        |
| 2025            | GAIS            | A               | 3          | 0          | CS+CS           | 1+0             | 0               | -                  | -                  | -                  | -           | -           | -           | 4      | 0      |        |
| Totale carriera | Totale carriera | Totale carriera | 25         | 2          |                 | 6               | 0               |                    | -                  | -                  |             | -           | -           | 31     | 2      |        |